# فنسبيريد
فنسبيريد هي مادة تصنف على أنها مركب أوكسازوليدون لولبي، وتستخدم دواء يستخدم في أمراض تنفسية معينة، وتستخدم علاجا للسعال.
فنسبيريد مرخص الاستخدام في روسيا لعلاج أمراض الأنف والأذن والحنجرة والمجاري التنفسية الالتهابية الحادة والمزمنة وفي علاج الربو.